# Matthias Hinz
Matthias Hinz (geb. 1976 in Berlin) ist ein deutscher Schauspieler.

## Leben
Hinz absolvierte von 2005 bis 2009 ein Schauspielstudium an der Berliner Schule für Schauspiel. An der Badischen Landesbühne Bruchsal war er von 2009 bis 2012 und von 2014 bis 2015 engagiert. Seit 2015 war er Mitglied des Schauspielhauses Salzburg. Matthias Hinz war außerdem im Studiotheater Stuttgart, Monsun-Theater Hamburg und in der Brotfabrik Berlin tätig. Seit 2018 ist er festes Ensemblemitglied am Theater der Altmark in der Hansestadt Stendal. Außerdem arbeitet er als Hörbuchsprecher (teilweise unter dem Pseudonym Hainrich Matters).

## Filmografie
- 2010: Anna und die Liebe
- 2012: Puppe, Icke & der Dicke
- 2017: Nicht tot zu kriegen